# Edouard Carouy
Édouard Carouy (Lens-sur-Deudre (Bélgica), 28 de Janeiro de 1883 - 27 de Fevereiro de 1913) foi um anarquista ilegalista francês que na segunda década do século XX fez parte do Bando Bonnot, uma organização anarquista que atuou em uma série de ações criminosas (assaltos e fraudes) contra as elites francesas nos anos de 1911 a 1913.

## Primeiros anos
Carouy tinha apenas três anos quando sua mãe faleceu, fato que acaba por lançá-lo numa infância miserável. Antes de completar 12 anos passa a trabalhar em uma fábrica onde mais tarde conheceria Victor Serge. 